# بويد رذرفورد
بويد رذرفورد (بالإنجليزية: Boyd Rutherford) (و. 1957 – م)هو رجل أعمال، ومحامي من الولايات المتحدة الأمريكية .

## التعليم
تعلم في جامعة جنوب كاليفورنيا.